# Halowe Mistrzostwa Europy w Lekkoatletyce 1987 – bieg na 60 m przez płotki mężczyzn
Bieg na 60 metrów przez płotki mężczyzn – jedna z konkurencji biegowych rozgrywanych podczas halowych lekkoatletycznych mistrzostw Europy w  hali Stade couvert régional w Liévin. Eliminacje, półfinały i bieg finałowy zostały rozegrane 22 lutego 1987. Zwyciężył reprezentant Finlandii Arto Bryggare, dla którego był to drugi tytuł mistrzowski; poprzednio zwyciężył w 1981 (w biegu na 50 metrów przez płotki). Tytułu zdobytego na poprzednich mistrzostwach nie obronił Javier Moracho z Hiszpanii, który tym razem odpadł w półfinale.

## Rezultaty

### Eliminacje
Rozegrano 5 biegów eliminacyjnych, do których przystąpiło 26 biegaczy. Awans do półfinałów dawało zajęcie jednego z pierwszych dwóch miejsc w swoim biegu (Q). Skład półfinałów uzupełniło dwóch zawodników z najlepszym czasem wśród przegranych (q).
Opracowano na podstawie materiału źródłowego.
Bieg 1
| Miejsce | Zawodnik         | Czas  | Uwagi |
| ------- | ---------------- | ----- | ----- |
| 1       | Aleksandr Markin | 7,78  | Q     |
| 2       | György Bakos     | 7,86  | Q     |
| 3       | Olivier Vallaeys | 7,99  |       |
| 4       | Thomas Christen  | 10,19 |       |

Bieg 2
| Miejsce | Zawodnik         | Czas | Uwagi |
| ------- | ---------------- | ---- | ----- |
| 1       | Colin Jackson    | 7,69 | Q9    |
| 2       | Krzysztof Płatek | 7,84 | Q     |
| 3       | Mikael Ylöstalo  | 7,91 |       |
| 4       | Stefan Mattern   | 8,21 |       |
| 5       | Ali Aksu         | 8,59 |       |

Bieg 3
| Miejsce | Zawodnik         | Czas | Uwagi |
| ------- | ---------------- | ---- | ----- |
| 1       | Arto Bryggare    | 7,61 | Q     |
| 2       | Nigel Walker     | 7,75 | Q     |
| 3       | Liviu Giurgian   | 7,83 |       |
| 4       | Jean-Marc Muster | 7,90 |       |
| 5       | Christof Bagus   | 8,03 |       |
| 6       | Roland Marloye   | 8,03 |       |

Bieg 4
| Miejsce | Zawodnik         | Czas | Uwagi |
| ------- | ---------------- | ---- | ----- |
| 1       | Jonathan Ridgeon | 7,75 | Q     |
| 2       | Ulf Söderman     | 7,80 | Q     |
| 3       | Philippe Tourret | 7,86 |       |
| 4       | Robert Kurnicki  | 7,91 |       |
| 5       | Aleš Höffer      | 7,92 |       |
| 6       | Fausto Frigerio  | 7,93 |       |

Bieg 5
| Miejsce | Zawodnik        | Czas | Uwagi |
| ------- | --------------- | ---- | ----- |
| 1       | Javier Moracho  | 7,75 | Q     |
| 2       | Philippe Aubert | 7,78 | Q     |
| 3       | Jiří Hudec      | 7,76 | q     |
| 4       | Luigi Bertocchi | 7,81 | q     |
| –       | Rik Folens      | DNF  |       |

### Półfinały
Rozegrano 2 biegi półfinałowe, w których wystartowało 12 biegaczy. Awans do finału dawało zajęcie jednego z trzech pierwszych miejsc w swoim biegu (Q).
Opracowano na podstawie materiału źródłowego.
Bieg 1
| Miejsce | Zawodnik         | Czas | Uwagi |
| ------- | ---------------- | ---- | ----- |
| 1       | Colin Jackson    | 7,57 | Q     |
| 2       | Nigel Walker     | 7,66 | Q     |
| 3       | György Bakos     | 7,67 | Q     |
| 4       | Aleksandr Markin | 7,72 |       |
| 5       | Javier Moracho   | 7,72 |       |
| 6       | Ulf Söderman     | 7,83 |       |

Bieg 2
| Miejsce | Zawodnik         | Czas | Uwagi |
| ------- | ---------------- | ---- | ----- |
| 1       | Arto Bryggare    | 7,56 | Q     |
| 2       | Jonathan Ridgeon | 7,60 | Q     |
| 3       | Jiří Hudec       | 7,66 | Q     |
| 4       | Krzysztof Płatek | 7,84 |       |
| 5       | Philippe Aubert  | 7,87 |       |
| 6       | Luigi Bertocchi  | 8,07 |       |

### Finał
Opracowano na podstawie materiału źródłowego.
| Miejsce | Zawodnik         | Czas |
| ------- | ---------------- | ---- |
| 1       | Arto Bryggare    | 7,59 |
| 2       | Colin Jackson    | 7,63 |
| 3       | Nigel Walker     | 7,65 |
| 4       | Jonathan Ridgeon | 7,71 |
| 5       | György Bakos     | 7,74 |
| –       | Jiří Hudec       | DNF  |